# Burgwall Feldberg
Der Burgwall Feldberg, gelegen auf dem Gemeindegebiet Feldberger Seenlandschaft im Landkreis Mecklenburgische Seenplatte, befindet sich auf dem Schlossberg am Breiten Luzin See. Es handelt sich bei diesem Bodendenkmal um einen slawischen Burgwall als Höhenburg aus dem 7. bis 9. Jahrhundert, bestehend aus Vor- und Hauptburg. Die Vorburg besaß einen heute noch sichtbaren Erdwall mit zwei Toren zum Schutz. Das Gelände der Hauptburg lag auf einem Plateau, das bis zu 36 m über dem Seespiegel lag. Damit war die Burg von Seeseite her kaum angreifbar. Die Hauptburg hatte kein Wallsystem, sondern war wohl nur mit einfacheren Palisaden gesichert.
1924 kam Carl Schuchhardt nach Untersuchungen vor Ort zu dem Ergebnis, dass es sich bei der Burganlage auf dem Schlossberg um das lange gesuchte Rethra handeln müsse. Die Geländesituation und die Quelleninterpretation durch Schuchhardt schienen zu den schriftlichen Überlieferungen von Thietmar von Merseburg zu passen. Neue Ausgrabungen unter Leitung von Joachim Herrmann widerlegten diese Rethra-Hypothese und zeigten 1967, dass die Burg schon vor der Rethra-Zeit verlassen war.
Es handelte sich um eine Burganlage der Wilzen mit Platz für bis zu 1000 Personen. Slawische Höhenburgen gab es nur in der altslawischen Zeit. Die hier erstmals vorgefundene Keramik wird seitdem als „Feldberger Typ“ bezeichnet.